# Manihot walkerae
Manihot walkerae (лат.) — многолетнее цветковое растение, вид рода Маниок (Manihot) семейства Молочайные (Euphorbiaceae), произрастающее в долине Нижнего Рио-Гранде в штатах Техас (США) и Тамаулипас (Мексика).

## Ботаническое описание
Manihot walkerae — многолетнее травянистое растение или небольшой кустарник, достигающий в высоту до 0,5 м. Все части растения имеют запах, напоминающий синильную кислоту. Корни имеют форму моркови или клубнеобразные. Стебли стелющиеся или восходящие. Пелтатные листья очередные простые гладкие, 5-14 см в длину и 4-11 см в ширину. Цветки белые, собраны в кистях. Плод — раскрывающаяся коробочка длиной 10-12 мм.

## Таксономия
Видовой эпитет — в честь ботаника-любителя Тельмы Рэтклифф Уокер, которая обнаружила типовой образец недалеко от Мишн и Ла-Хойя в штате Техас, в 1942 году.

## Распространение и местообитание
Manihot walkerae обычно растёт под ветвями более крупных кустарников и деревьев. В Техасе произрастает в пустыне на склонах и возвышенностях в колючих кустарниках. Из почв предпочитает мелкие известковые супеси, часто образованные из каличе и конгломерата формации Голиад. Ассоциировано с древесными растениям видов Acacia rigidula, Citharexylum brachyanthum, цилиндропунции тонкостебельной (Cylindropuntia leptocaulis), Karwinskia humboldtiana, леукофиллума кустарникового (Leucophyllum frutescens) и Prosopis glandulosa. В Тамаулипасе в Мексике встречается на песчаной равнине Лорето Каличе вместе с Asclepias prostrata, Manfreda longiflora и Physaria thamnophila.

## Использование
Manihot walkerae является близким родственником широко культивируемой маниоки (M. esculenta) и был изучен на предмет использования вида для придания ценных качеств маниоке. Клубни M. walkerae демонстрируют замедленное физиологическое ухудшение и хорошую сохранность после уборки урожая. Этот признак передаётся гибридам M. esculenta × M. walkerae, позволяя корням оставаться неизменными через 1 месяц после сбора урожая.

## Охранный статус
Вид включён в Список видов, находящихся под угрозой исчезновения США, 2 октября 1991 года и в Список видов, находящихся под угрозой исчезновения штата Техас, 30 марта 1993 года. Организация NatureServe считает, что вид находится под угрозой, поскольку дикая популяция насчитывает менее 1000 растений. Охраняемые популяции встречаются в Национальном заповеднике дикой природы Нижняя долина Рио-Гранде, а культивируемые экземпляры — в ботаническом саду Сан-Антонио, Техасском университете в Остине и Национальном заповеднике дикой природы Санта-Ана.